# Belinda Metz
Belinda Metz (Edmonton, 4 gennaio 1960) è un'attrice canadese.

## Carriera
Come attrice ha preso parte ad oltre 30 lavori, soprattutto film per la televisione, a partire dagli anni ottanta. Per il cinema, ha lavorato al film 8 amici da salvare del 2006 con Paul Walker.

## Filmografia parziale
- Vado, vedo... vengo! - Un viaggio tutto curve (Going the Distance), regia di Mark Griffiths (2004)
- 8 amici da salvare (Eight Below), regia di Frank Marshall (2006)